# Грбови рејона Јарославске области
Грбови рејона Јарославске области обухвата галерију грбова административних јединица руске области Јарославске области, са статусом градских округа и рејона, те њихове историјске грбове (уколико их има).
Већина грбова настала је након успостављања Руске Федерације и Јарославске области, као њеног саставног субјекта.

## Грбови округа и рејона
- 1 — Грб рејона 
 Бољшесељски
- 2 — Грб рејона 
 Борисогљебски
- 3 — Грб рејона 
 Брејтовски
- 4 — Грб рејона 
 Гаврилов-Јамски
- 5 — Грб рејона 
 Даниловски
- 6 — Грб рејона 
 Љубимски
- 7 — Грб рејона 
 Мишкински
- 8 — Грб рејона 
 Некоушки
- 9 — Грб рејона 
 Некрасовски
- 10 — Грб рејона 
 Првомајски
- 11 — Грб рејона 
 Переславски
- 12 — Грб рејона 
 Пошехонски
- 13 — Грб рејона 
 Ростовски
- 14 — Грб рејона 
 Рибински
- 15 — Грб рејона 
 Тутајевски
- 16 — Грб рејона 
 Углички
- 17 — Грб рејона 
 Јарославски